# Ratoszyn Pierwszy
Ratoszyn Pierwszy (prononciation [raˈtɔʂɨn ˈpjɛrfʂɨ]) est un village de la gmina de Chodel du powiat d'Opole Lubelskie dans la voïvodie de Lublin, située dans l'est de la Pologne.
Il se situe à environ 16 kilomètres au sud-est d'Opole Lubelskie (siège du powiat) et 35 kilomètres au sud-ouest de Lublin (capitale de la voïvodie).
Le village comptait approximativement une population de 460 habitants en 2006.

## Histoire
De 1975 à 1998, la ville est attachée administrativement à l'ancienne Lublin.

Depuis 1999, elle fait partie de la nouvelle voïvodie de Lublin.